# Musique occidentale
 (août 2014).
Si vous disposez d'ouvrages ou d'articles de référence ou si vous connaissez des sites web de qualité traitant du thème abordé ici, merci de compléter l'article en donnant les références utiles à sa vérifiabilité et en les liant à la section « Notes et références ».
La musique occidentale est la musique, populaire ou savante, pratiquée dans les pays européens et américains, ou d'influence européenne, et/ou nord-américaine, et/ou sud-américaine, depuis Charlemagne (voire le VIe siècle en incluant le développement du plain-chant) à nos jours. Ses principales caractéristiques sont :
- son ancienneté (environ mille ans) ;
- sa dimension polyphonique ;
- son système de notation et l'importance qui lui est accordée par opposition à la musique de tradition orale ;
- enfin, la place prépondérante que la musique occidentale a fini par occuper à l'échelle de la planète, souvent au détriment des autres courants musicaux.

Les diverses ramifications de la musique occidentale seront abordées par la chronologie de leur apparition.

## Moyen Âge
Les origines de la musique occidentale remontent à l'Antiquité : les échelles de la Grèce antique influenceront, directement ou indirectement, les musiciens et théoriciens médiévaux. Les gammes utilisées étant dominées par le mode, cette musique est qualifiée de musique modale.

### Hégémonie du plain-chant
À la chute de l'Empire romain, l'Église tente de réglementer la musique liturgique afin d'unifier et de fortifier le monde chrétien. C'est à cette occasion que naît le plain-chant - chant sacré collectif à une seule voix et sans accompagnement instrumental - appelé également chant grégorien, du nom du pape Grégoire Ier, qui est à l'origine de ce mouvement à la fin du VIe siècle. La musique est alors dominée par la mise en place d'un nouvel ordre religieux : elle est tout à la fois musique sacrée et musique savante, puisqu'à cette époque, ce sont les congrégations religieuses qui constituent les principaux centres culturels et musicaux.

### Naissance de la notation et de la polyphonie
Au milieu du Moyen Âge, la musique savante médiévale connaît une double mutation : elle se dote d'un système de notation très précis — le futur solfège : c'est à cette époque que naît le concept de partition de musique — ainsi que d'une technique incluant les simultanéités délibérées : la polyphonie, avec son procédé de composition associé, appelé contrepoint. Ces deux phénomènes, polyphonie et solfège, qui coûtent à la musique savante occidentale la perte partielle de sa dimension d'improvisation, sont inextricablement liés.

### Musiques traditionnelles modales
Parallèlement à l'évolution de la musique savante, il existe des musiques traditionnelles, plutôt associées aux populations rurales, modales également, mais privées de tout système de notation. Ces musiques sont transmises oralement, et ont parfois aussi été écrites par des clercs ou par la suite des musicologues.

## Période moderne
La période moderne voit l'achèvement de l'évolution du solfège, l'appauvrissement des modes — seuls subsisteront le mode majeur et le mode mineur —, la multiplication des tonalités, le remplacement de la polyphonie par l'harmonie : la musique devient progressivement musique tonale. Au cours de la période moderne, on constate une opposition, qui ne cessera de croître, entre public « auditeur de musique », et musiciens « spécialistes de la musique », et chez ces derniers, entre les compositeurs et les interprètes.

### Renaissance
La musique savante de la Renaissance échappe partiellement à la toute-puissance de la religion et devient aristocratique : on constate la naissance d'une opposition entre la musique sacrée (ou musique spirituelle) et la musique profane. Les œuvres créées durant cette période le sont d'abord pour la voix, mais les parties peuvent aussi en être interprétées sur divers instruments ou regroupées pour être jouées sur un instrument seul — guitare, luth, virginal, etc. D'un point de vue organologique, une discrimination s'opère petit à petit entre, d'une part les instruments traditionnels — biniou, cornemuse, vielle, chabrette, etc. —, d'autre part les instruments issus de la musique savante — épinette, harpe, orgue, théorbe, etc.

### Période baroque
La musique savante baroque — XVIIe siècle et première moitié du XVIIIe siècle — connaît un foisonnement de formes musicales et les exécutions ainsi que, plus tard, les partitions, s'enrichissent de nombreux ornements. Par ailleurs, la production, jusque-là essentiellement centrée sur la voix, se subdivise en musique vocale et en musique instrumentale. La facture instrumentale connaît un important développement et une certaine normalisation. La question du tempérament préoccupe les théoriciens.

### Période classique
La musique savante de la période classique — au sens strict : fin XVIIIe siècle — simplifie les échelles diatoniques en adoptant le système du tempérament égal. Celui-ci permet désormais de jouer, de moduler et de transposer dans toutes les tonalités du système. Au cours de cette période, la musique instrumentale se divisera en musique symphonique et musique de chambre. Les œuvres commencent à se maintenir au répertoire : la musique bénéficie désormais d'une tradition ininterrompue à travers des générations de musiciens, elle devient « classique » au sens littéral. Cette période durera approximativement de 1750 à 1800.

### XIXesiècle
Au XIXe siècle, période du romantisme et de la naissance des écoles nationales, la musique savante — musique romantique et musique post-romantique — devient la marque de la classe bourgeoise. C'est à cette époque que les Occidentaux prennent l'habitude de définir les autres courants musicaux en fonction de la musique savante occidentale, cette dernière étant simplement considérée comme « la musique » : cet état d'esprit ethnocentrique s'atténuera au siècle suivant, sans toutefois disparaître totalement.

### Musiques traditionnelles tonales
Pendant la période moderne également, la musique traditionnelle continue d'évoluer, parfois en utilisant les apports techniques de la musique savante — système tonal, instruments, formes musicales, notation... —, d'autres fois en se démarquant plus nettement de celle-ci — maintien du système modal, transmission exclusivement orale de certains répertoires, techniques vocale ou instrumentale particulières... Les échanges entre musique savante et musique traditionnelle modale ont eu lieu en permanence, notamment grâce aux musiciens itinérants. Cette musique tend à disparaître avec la raréfaction des populations rurales ; cependant les collectages — recueils des musiques notées in situ — permettent d'en garder la trace, notamment grâce aux folkloristes du XIXe siècle puis à la volonté d'organisations plus vastes (Dastum en Bretagne, par exemple).

## Depuis leXXesiècle
Au XXe siècle, la musique occidentale se met à exercer une influence de plus en plus prononcée sur la musique des autres cultures.
Les diverses techniques d'enregistrement — disques, magnétophones, informatique... — viennent concurrencer la notation qui jadis était, avec la transmission orale, le seul moyen de conserver la mémoire musicale. C'est ainsi que, bénéficiant des formidables avancées technologiques dans le domaine de la reproduction et de la diffusion sonore de masse, la musique occidentale est devenue un objet marchand comme un autre. Malgré cela, elle demeure au carrefour des influences suivantes.

### Musique savante
La musique savante perd partiellement sa position dominante : elle n'est plus vraiment associée à une classe sociale spécifique, comme ce fut le cas précédemment, et se met désormais à la disposition de l'ensemble de la société — du moins, théoriquement. La musique tonale subsiste, mais doit cohabiter avec d'autres systèmes : on assiste à une redécouverte des gammes modales et, surtout, à la naissance de systèmes musicaux nouveaux, voire de théories contraignantes, dont la principale caractéristique est de se démarquer délibérément de l'harmonie tonale : musique contemporaine, musique sérielle, musique atonale, musique aléatoire, musique concrète, etc. Les procédés techniques de la musique savante — notation, harmonie, organologie, etc. — sont conservés et appliqués à d'autres types de musique, parfois même, aux types non occidentaux.

### Jazz
Au début du XXe siècle, au sein des populations noires des États-Unis, naît le jazz, d'une combinaison de chants religieux chrétiens — negro spirituals, puis gospel songs — de blues et de rythmes d'origine africaine. Ce genre musical, qui accorde une plus grande place à l'improvisation et au rythme exercera une très grande influence sur les courants musicaux contemporains du monde entier — les musiques dites « populaires », mais également, la musique savante.

### Musiques populaires
Le terme « musiques populaires » regroupe un très grand nombre de courants qui ne sont ni « classiques », ni « jazz », ni « traditionnels » : chanson, java, musique de variétés, pop, rap, reggae, rock, rock 'n' roll, metal, tango, salsa, soul, valse musette, etc. Certains sont apparus bien avant le jazz, mais les plus récents sont des métissages de genres et de cultures qui les ont précédés. Tous utilisent les apports de la musique classique — tonale ou modale —, et parfois ceux de diverses musiques non occidentales.

### Musiques traditionnelles
Les musiques traditionnelles — flamenco, celtique, etc. — coexistent et souvent précèdent les courants et les genres décrits plus haut. Elles se caractérisent par une acculturation à un terroir ou une civilisation identifiée, par une transmission essentiellement orale, par une tradition ancienne, et parfois par un rejet de l'élitisme associé à la musique savante. Du fait de leur simplicité apparente, ces musiques semblent souvent faciles d'accès aux musiciens confirmés, bien qu'une étude poussée puisse révéler des structures complexes et une diversité de genres semblable à celle que connaît la musique savante. Par le jeu des échanges, elles ont influencé des auteurs de musique classique — par exemple, Dvořák ou Moussorgski — et subissent en retour l'influence de la musique savante.
- Folklore ou tradition ? Le terme de musique folklorique était au XIXe siècle synonyme de musique traditionnelle. Aujourd'hui, le terme est chargé d'une connotation condescendante voire péjorative ; aussi cette synonymie est habituellement récusée par les musiciens traditionnels à la recherche d'une certaine authenticité dans leur pratique musicale. Ces derniers estiment en effet que la musique qualifiée de folklorique est une version plus ou moins édulcorée d'un courant traditionnel récupéré par les usages de la musique savante, et qu'en conséquence, elle doit être considérée comme un genre à part, un hybride de musique traditionnelle et de musique classique. Dans de nombreux cas, il est cependant difficile de distinguer « tradition » et « folklore », soit parce que la musique dite « folklorique » à l'époque du collectage a été transcrite dans le respect de la tradition, soit que les sources ont disparu, soit que la musique « folklorique » a donné elle-même naissance à une nouvelle tradition. De même, qu'on l'appelle folklorique ou traditionnelle, cette musique est en constante évolution. On peut citer par exemple l'évolution foudroyante de la musique traditionnelle irlandaise et même la création de genres musicaux nouveaux comme la musique celtique, à base de diverses musiques traditionnelles de l'ouest de l'Europe.

## Sujets connexes
- Jazz
- Musique
- Musique classique
- Musique populaire
- Type de musique
- Musique à New York